# Rangoli

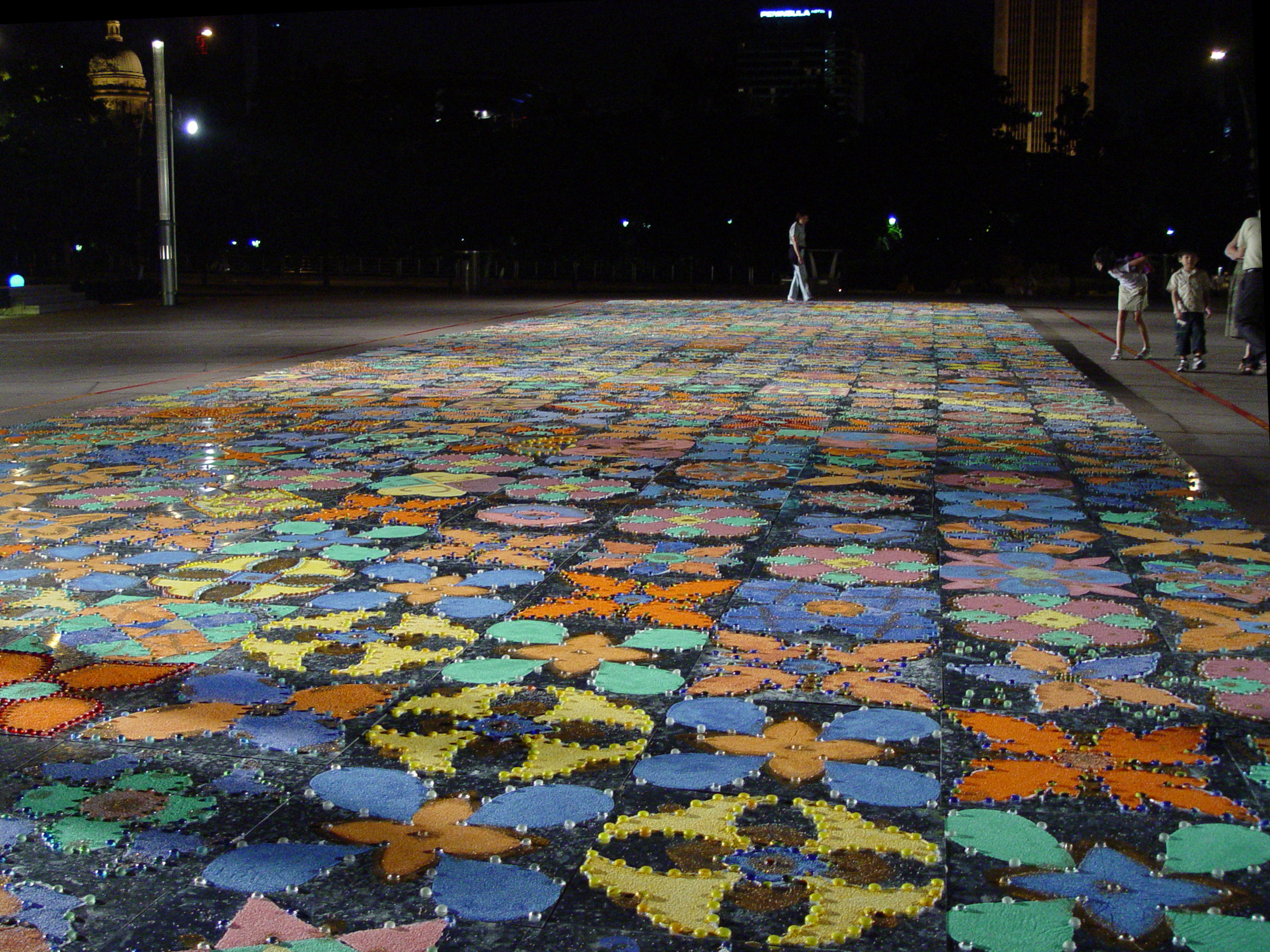
Rangoli à Singapour.

Un rangoli (hindi : रंगोली, IAST : raṃgolī) ou alpanā (अल्पना) est une œuvre visuelle faite au sol en Asie.
Les Indiens intègrent l'art dans leur vie quotidienne en dessinant des rangoli dont différentes variantes sont appelés aussi alpanā ou alpona au Bengale, mandana et thapa au Rajasthan et Madhya Pradesh, kolam au Tamil Nadu, kalam au Kerala, aripan au Bihar, rangavallie ou rangoli au Maharastra et au Karnataka, muggu en Andhra Pradesh, saathiya au Gujarat et chowkpurna en Uttar Pradesh.
Dans les villages partout en Inde, les femmes font ces dessins chaque matin sur les seuils ou dans la cour des maisons ou sur le sol des temples. Elles tracent d'abord en pointillé le contour des motifs géométriques à l'aide d'une poudre blanche, habituellement de calcaire ou de riz, avant de le remplir d'une série de lignes. En plus d'ajouter une touche d'art et de beauté au foyer ou au temple, les rangoli protègent la famille ou le lieu sacré.
Les dessins sont transmis de mère en fille. Certains sont très anciens et remontent à des centaines d'années. Des formes florales ou animales s'ajoutent parfois aux peintures, mais le pouvoir des rangoli tient à sa géométrie complexe. Il existe également différents styles de dessins qui varient d'une région à l'autre du pays.

## Voir aussi

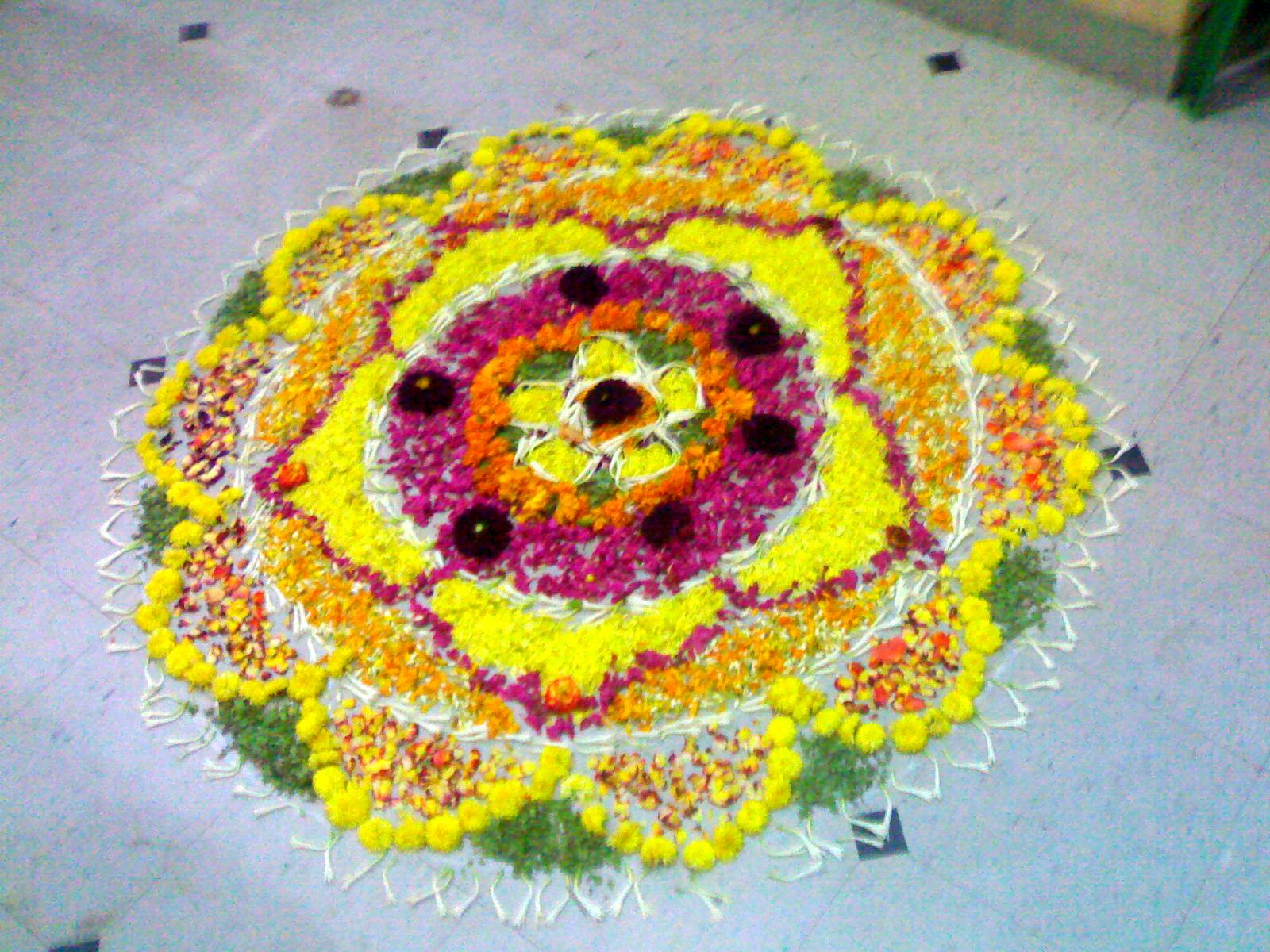
Rangoli fait de fleurs (pookalam en malayalam) à l'occasion d'Onam.

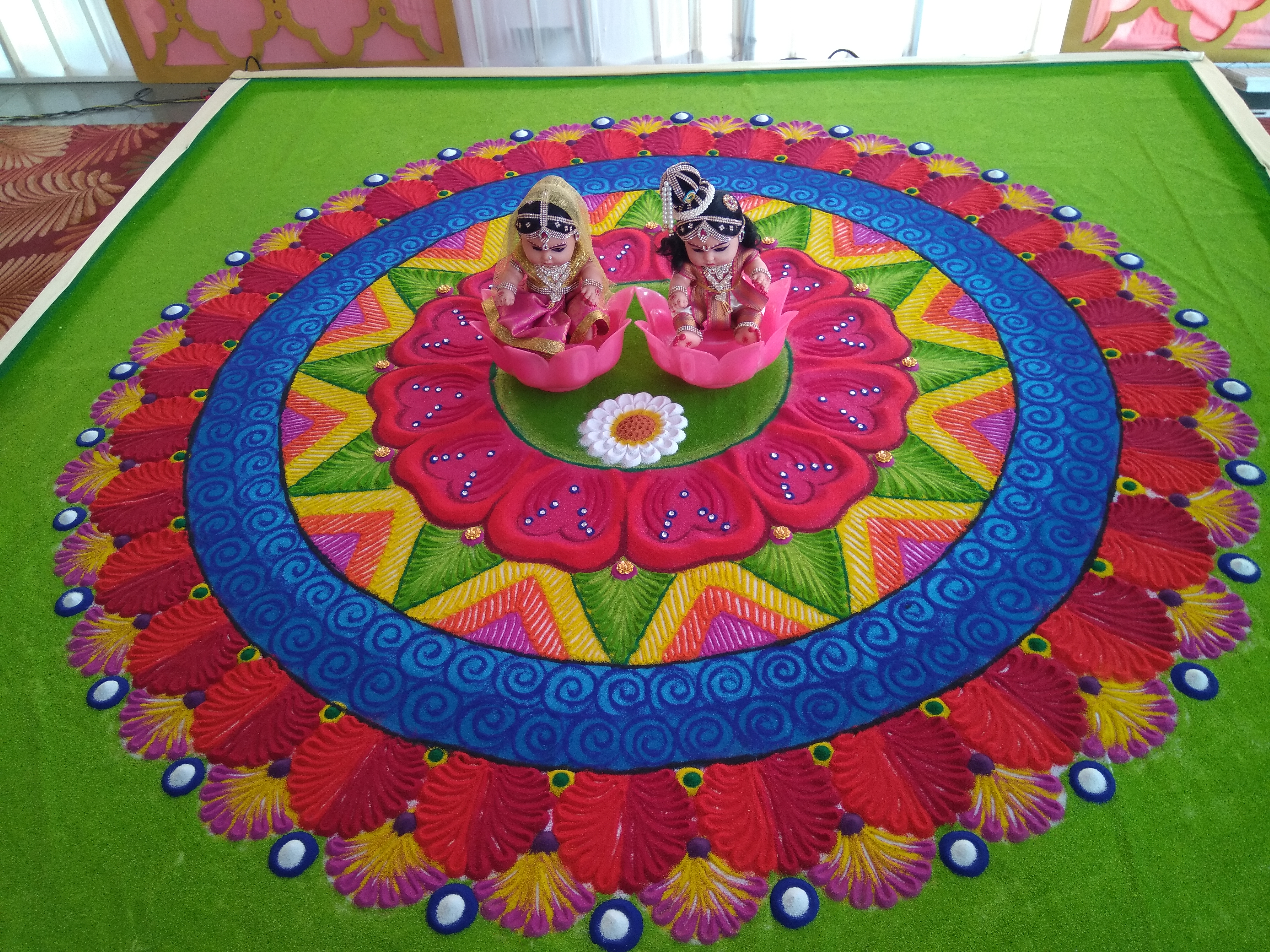
Un rangoli est décoré d'une idole de Krishna et Radha